# Trichomycterus alterus
Trichomycterus alterus es una especie de peces de la familia Trichomycteridae en el orden de los Siluriformes.

## Morfología
• Los machos pueden llegar alcanzar los 9,3 cm de longitud total.

## Distribución geográfica
Se encuentra en la Argentina: Jujuy y  La Rioja.